# コンスタンディノス・カラマンリス
コンスタンディノス・カラマンリス（ギリシャ語: Κωνσταντίνος Καραμανλής, ラテン文字転写: Konstantinos Karamanlis, 1907年3月8日 - 1998年4月23日）は、ギリシャの政治家。首相、大統領を務めた。なお名前の「コンスタンディノス」は「コンスタンティノス」の現代ギリシャ語形である。

## 前半生
1907年3月8日にギリシャ北部のセレス地方で誕生した。父のゲオルギオスは教師を務め、20世紀始めのマケドニア地方のギリシャ併合運動に参加していた。マケドニア地方で子供時代を過ごした後、アテネで法学を勉強した。セレスに戻り弁護士として働き始めた彼は、保守政党の人民党に入党し、28歳の時に第二次世界大戦前最後の選挙であった国政選挙で当選した。

## 第一次政権
第二次世界大戦後、カラマンリスは政界で頭角を現し、アレクサンドロス・パパゴス首相の時に公共事業大臣となった。1955年にパパゴスが死去した。後任にはステファノス・ステファノプロスやパナギオディス・カネロプロスなどの重鎮が指名されると見られていたが、国王パウロス1世は周囲の予想に反してカラマンリスを首相に指名した。首相就任から3回の総選挙を戦い、1961年の選挙まで議会多数派を維持した。1959年にはギリシャ経済活性化の為に5カ年計画を発表し、重工業への集中化と観光の産業化を指令した。この間に彼はパパゴスの設立したシナゲルモスを発展的に解党し、民族急進同盟を設立した。一方で、カラマンリスが政権の中心にあった時代は、映画「Z」の題材となったグリゴリス・ランブラキス議員暗殺をはじめ、左翼勢力や労働運動に対する弾圧が酷かった時期でもあり、強権的な手法で政権を率いた。

## 亡命
1963年7月、パウロス国王によって首相を解任される。カラマンリスが、親ナチス的な言動を取っていたフリデリキ王妃を嫌っていたことが原因であると言われている。その後ギリシャ社会の不安定さが増した。テッサロニキで行われたデモにおいて左派政治家のグリゴリス・ランブラキスが暗殺され、11月には総選挙で民族急進同盟がゲオルギオス・パパンドレウ率いる中央同盟に敗北した。この結果を受けてカラマンリスは党首を辞任し、ギリシャを離れた。その後の11ヶ月、彼はパリで半ば強制的な亡命生活を送った。

## 第二次政権
1967年4月にゲオルギオス・パパドプロスら陸軍将校によるクーデターが発生した。カラマンリスはパリで軍事政権に対する激しい非難の声をあげ続けた。1974年7月に軍事独裁政権が倒れると、彼はギリシャに帰国した。その際、友人であったフランスの大統領ジスカール・デスタンは自身の大統領専用機をカラマンリスに提供している。国民の圧倒的な支持を受けて、彼は首相に就任した。国内の左右の対立を緩和するには、中道右派のカラマンリスが最善であると、皆が考えていたからである。カラマンリスは挙国一致内閣を率いて、キプロス紛争を巡って危機に陥った希土関係の修繕と、ギリシャの新しい民主体制の構築に取り組んだ。内戦以来禁止されていたギリシャ共産党の合法化も行ったが、検閲は直ちには廃止せず、1967年のクーデターに参加した軍人たちの処分も進めなかった。彼は急激な民主化の為に再度クーデターが発生することを懸念していた。
これらの事情にもかかわらず、民主化は着実に進んでいった。軍の粛正も完了し、クーデターに参加した軍人は反逆の罪で裁判にかけられた。パパドプロスを始めとする将校たちは死刑の判決を受けたが、のちに全員終身刑へと減刑となった。1974年には国民投票で王制が正式に廃止され、ギリシャ共和国が誕生した。翌1975年に新憲法が制定され、欧州経済共同体（EEC）への加盟交渉も開始された。
1974年、カラマンリスは新しい保守政党新民主主義党を設立し、1974年と1977年の国政選挙に勝利して自身は首相を務めた。1980年にEEC加盟を決定した後に辞任し、ゲオルギオス・ラリスに後を譲った。

## 大統領職
カラマンリスは1980年に大統領に選出され、その間ギリシャのEC加盟（1981年）を見届けた。1990年にコンスタンディノス・ミツォタキス首相のもとで再び大統領に選出されている。

## 追記
1995年に88歳になったカラマンリスは政界を引退した。政治生活は5回の当選、首相在任14年間、大統領在任2期10年を含む60年余りに及ぶ。彼の功績に対して1978年にカール大帝賞が送られた。1998年にカラマンリスは91歳で死去した。その思想は彼が設立した保守系シンクタンクであるコンスタンディノス・カラマンリス財団に受け継がれている。
甥であるコスタス・カラマンリスは、新民主主義党の党首となり、2000年代に首相を務めた。